# Büro der Vereinten Nationen für Weltraumfragen
Das Büro der Vereinten Nationen für Weltraumfragen, kurz UNOOSA (von englisch United Nations Office for Outer Space Affairs), mit Sitz in Wien ist die Agentur der Vereinten Nationen für Weltraumfragen und dient zur Förderung der internationalen Kooperation zur friedlichen Nutzung des Weltalls. Das 1992 eingerichtete Büro wird seit 2023 durch die Britin Aarti Holla-Maini geleitet.

## Organisation und Aufgaben
Das UNOOSA sitzt seit kurz nach der Gründung beim United Nations Office in Vienna im Vienna International Centre (auch bekannt als UNO-City) und hat weitere Niederlassungen in Bonn und Peking. Das Büro ist in zwei dem Office of the Director untergeordnete Abteilungen gegliedert, die sich aus der Committee, Policy and Legal Affairs Section (CPLA) und der Space Applications Section (SAS) zusammensetzen.
Direkt vom Office of the Director verwaltet werden die Presse- und Jugendarbeit sowie das 1976 beschlossene Register aller Flugobjekte, die in das Weltall gelangt sind (United Nations Register of Objects Launched into Outer Space). Letzteres ist abrufbar über das Online Index of Objects Launched into Outer Space (OSO) und ein wichtiges Instrument zur Ermittlung der Weltraumhaftung.
Von der SAS werden die 2006 gegründete Plattform UN-SPIDER und das 1971 gestartete Programme on Space Applications (PSA) verwaltet sowie Sekretariatsaufgaben für das International Committee on Global Navigation Satellite Systems (ICG) übernommen. Sie wird von Luc St-Pierre geleitet.
Die CPLA ist hauptsächlich mit den Sekretariatsaufgaben für den Ausschuss für die friedliche Nutzung des Weltraums (COPUOS) betraut und befasst sich auch mit dem Weltraumrecht. Sie wird von dem Schweden Niklas Hedman geleitet.
Da das Büro nur mit der zivilen Nutzung des Weltraums betraut ist, werden militärische Weltraumangelegenheiten von der UN-Konferenz für Abrüstung (UNCD) in Genf behandelt.

## Geschichte

### Entstehung
1958 gegründet als Expertengruppe im UN-Sekretariat in New York, wurde sie 1962 dem Department of Political and Security Council Affairs zugeordnet und in diesem 1968 zur Outer Space Affairs Division umgewandelt. 1992 zu einem eigenen Büro aufgewertet, wurde der Sitz 1993 nach Wien verlegt.

### Büroleiter (Auswahl)
- seit 2023 Aarti Holla-Maini  Vereinigtes Königreich
- 2022–2023: Niklas Hedman[2]  Schweden kommissarisch
- 2014–2022: Simonetta Di Pippo  Italien
- 2007–2014: Mazlan Othman  Malaysia
- 1999–2002: Mazlan Othman